# Alektor (Sohn des Anaxagoras)
Alektor (altgriechisch Ἀλέκτωρ Aléktōr) ist in der griechischen Mythologie König von Argos. 
Er ist der Sohn des Anaxagoras und der Vater des Iphis. Manche Quellen nennen auch Kapaneus als sein Sohn. Nach seinem Tod bestieg sein Sohn Iphis den Thron.